# Морозов, Арсений Иванович
Арсений Иванович Морозов (1922—1944) — старший лейтенант Рабоче-крестьянской Красной Армии, участник Великой Отечественной войны, Герой Советского Союза (1945).

## Биография
Арсений Морозов родился 23 января 1922 года в деревне Слободка (в последующем — Тургиновского района, ныне — в Калининском районе Тверской области). Окончил семь классов школы и школу фабрично-заводского ученичества, после чего работал слесарем на фабрике. Параллельно с работой учился в аэроклубе. В 1940 году Морозов был призван на службу в Рабоче-крестьянскую Красную Армию. В 1941 году он окончил Батайскую военную авиационную школу пилотов. С октября того же года — на фронтах Великой Отечественной войны.
К июлю 1944 года старший лейтенант Арсений Морозов был заместителем командира эскадрильи 149-го истребительного авиаполка 323-й истребительной авиадивизии 8-го истребительного авиакорпуса 4-й воздушной армии 2-го Белорусского фронта. За время своего участия в Великой Отечественной войне он совершил 271 боевой вылет, принял участие в 33 воздушных боях, сбив 13 вражеских самолётов лично и ещё 9 — в составе группы. 24 июля 1944 года в воздушном бою под Брестом Морозов сбил два вражеских самолёта, но и сам был сбит и погиб. Похоронен в городе Кобрин Брестской области Белоруссии.
Указом Президиума Верховного Совета СССР от 23 февраля 1945 года за «образцовое выполнение боевых заданий командования на фронте борьбы с немецкими захватчиками и проявленные при этом мужество и героизм» старший лейтенант Арсений Морозов посмертно был удостоен высокого звания Героя Советского Союза. Также был награждён орденом Ленина и двумя орденами Красного Знамени. Навечно зачислен в списки личного состава воинской части.